# 시모카와 겐이치
시모카와 겐이치(일본어: 下川 健一, 1970년 5월 14일 ~ )는 일본의 은퇴한 축구 선수이다.

## 구단 경력
1989년 일본 사커 리그의 후루카와 전공(제프 유나이티드 이치하라)에 입단했다. 2000년까지 276경기에 출전, 1998년에 J리그컵 준우승. 2001년부터 2006년까지 요코하마 F. 마리노스에서 뛰었다. 2006년후 현역 은퇴.

## 국가대표팀 경력
그는 1990년과 1994년 아시안 게임에 참가할 일본 국가대표팀에 발탁되었다. 그는 1995년 6월 10일 스웨덴과의 경기에서 일본 국가대표팀에 데뷔했다. 1996년 AFC 아시안컵에도 출전했다. 그는 1997년까지 국제 A매치 통산 9경기에 출전했다.

## 통계
| 일본 | 일본 | 일본 |
| 연도 | 출전 | 득점 |
| ---- | ---- | ---- |
| 1995 | 1    | 0    |
| 1996 | 7    | 0    |
| 1997 | 1    | 0    |
| 통산 | 9    | 0    |